# Walter Röhrl
Walter Röhrl (Ratisbona, Alemania, 7 de marzo de 1947) es un piloto de rally alemán actualmente retirado. Fue campeón del mundo de rally en 1980 y 1982, subcampeón en 1983 y tercero en 1985, siendo además el primer piloto en lograr dos títulos del mundo. Fue también Campeón de Europa en 1974 y Campeón de África en 1982. Es el único piloto que ha ganado los tres campeonatos y el único junto a Miki Biasion que ha ganado el mundial y el europeo.
A lo largo de su carrera mundialista, participó en 75 pruebas logrando un total de 14 victorias y 31 podios, destacándo las cuatro conquistas en el Rally de Montecarlo de 1980, 1982, 1983 y 1984, en todas con un automóvil diferente. Logró imponerse en todas las superficies y condiciones y fue piloto oficial de Fiat, Opel, Lancia, Audi e incluso recibió una oferta de Mercedes con la que no llegó a correr.
En su juventud particó otros deportes como el esquí y participó en su primer rally en 1968. Su copiloto durante muchos años fue Christian Geistdörfer con el que logró trece victorias. Su éxito más relevante fue el título de 1982, luchando con la francesa Michele Mouton que pilotaba un Audi Quattro de tracción integral, frente al Opel Ascona de Röhrl de tracción trasera. Mouton cedió el campeonato al alemán, en la penúltima prueba del año, en Costa de Marfil. Posteriormente el propio Röhrl ficharía por Audi, equipo con el que competiría sus últimas cuatro temporadas en el mundial, logrando dos victorias: Montecarlo de 1984 y San Remo de 1985. Tras la retirada en el mundial siguió compitiendo en carreras de circuito e incluso compitió en la subida a Pikes Peak rompiendo el récord establecido. En los últimos años, ha sido contratado como piloto de pruebas por marcas como Porsche.

## Trayectoria
Se crio en Ratisbona y a la edad de dieciséis años trabajó como chófer del obispado de su ciudad natal lo que le permitió hacer más de 120.000 km al año. Asimismo participó en diversos deportes como el ski y en 1968 con 21 años debutó en el mundo de los rallies, a bordo de un Fiat 850 Coupe en el Rally de Baviera. Al año siguiente repitió participación en la prueba pero con un BMW 2002 TI y hubiese terminado segundo de no haber sido descalificado. Al año siguiente de nuevo en la misma prueba pero con un Porsche 911 S dominó la carrera hasta que abandonó por rotura. Participó también en el Rudolf Diesel Rally logrando el tercer puesto. Gracias a estas actuaciones el equipo Ford lo contrata para competir en el certamen alemán al año siguiente. En 1971 compitió primeramente con un Ford Capri de grupo 1 y luego lo hizo con un grupo 2 con el que consiguió dos victorias y dos segundos puestos finalizando tercero de la general.

### Campeonato de Europa
En 1972, de nuevo con Ford, debuta en el Campeonato de Europa. En el Rally de Polonia termina segundo por detrás del italiano Raffaele Pinto y en el Rally Báltico consigue la victoria. En el Rally Olimpia se mantuvo entre los primeros puestos teniendo de rivales a pilotos como Hannu Mikkola o Jean-Pierre Nicolas pero finalmente abandonó. Terminó cuarto en la clasificación general del campeonato y como Ford no le aseguraba su continuidad fichó por Opel.
En 1973 recién creado el certamen, debuta en el campeonato del mundo, siendo la primera cita, el Rally de Montecarlo donde corre con un Opel Commodore de grupo 2 finalizando cuarenta y cinco de la general. En el Rally de los Alpes Austríacos y en el RAC participó con un Opel Ascona abandonando en ambas pruebas. En el europeo disputó cuatro carreras logrando un segundo en el Rally Semperit y tres victorias (Checoslovaquia, Danubio y Munich-Viena-Budapest) lo que le permitió terminar segundo por detrás de Sandro Munari. En 1974 solo disputó dos pruebas del mundial, el RAC, donde terminó quinto y en Portugal donde abandonó, pero logró diversas vitorias en el europeo con el Ascona que le dieron el título. Ganó en el Tulip Rally, Rally Firestone, Rally Wiesbaden, Rally de Checoslovaquia, Rally Danubio y Rally de Lugano.

### Campeonato del Mundo
En 1975 realizó su primera temporada completa en el mundial. Con el Ascona participó en el Montecarlo, donde abandonó, en el Acrópolis, donde consiguió su primera victoria y en Marruecos y Portugal donde sumó otros dos abandonos por avería. Posteriormente participó con el Opel Kadett GT/E con el que tampoco pudo finalizar en sus participaciones del San Remo y el RAC. Con el mismo consiguió un cuarto puesto en el Costa Brava. Al año siguiente la poca fiabilidad del Kadett le llevó a sumar cinco abandonos en el mundial, y solo consiguió sumar un cuarto en Montecarlo. Sus apariciones en el europeo se saldaron con una victoria en las 24 horas de Ypres, un segundo en Hessen y un quinto en el San Martino de Castrozza. En 1977 los resultados de Röhrl no mejoraron y en sus cinco apariciones en el mundial resultaron en cinco abandonos, incluso en las participaciones en Canadá y San Remo con el Fiat 131 Abarth.

#### Fiat
En 1978 fichó por Fiat y contó con Christian Geistdörfer como su nuevo copiloto. Ese año fue cuarto en Montecarlo, en Portugal abandonó por una avería en el embrague y posteriormente logró la victoria en el Acrópolis, repitiendo la hazaña lograda tres años antes en la misma prueba. Volvió a vencer en el Criterium de Québec y luego sumó un abandono en el San Remo por accidente y en el RAC fue sexto, finalizando sexto en la clasificación final de la FIA Cup for Rally Drivers, que al año siguiente se convertiría en el campeonato del mundo de pilotos. Con Fiat participó también en varias pruebas del campeonato alemán a bordo de un Lancia Stratos -Lancia y Fiat pertenecían al mismo grupo corporativo- con el que logró las victorias en Saarland, Hunsrück, Rheinhessen y Vorderpfalz. Al año se creó el mundial de pilotos pero Fiat decide reducir el programa para Röhrl por lo que sólo disputa cuatro pruebas: se retiró en Montecarlo, fue octavo en el Safari y Gran Bretaña y en San Remo logró la segunda posición.

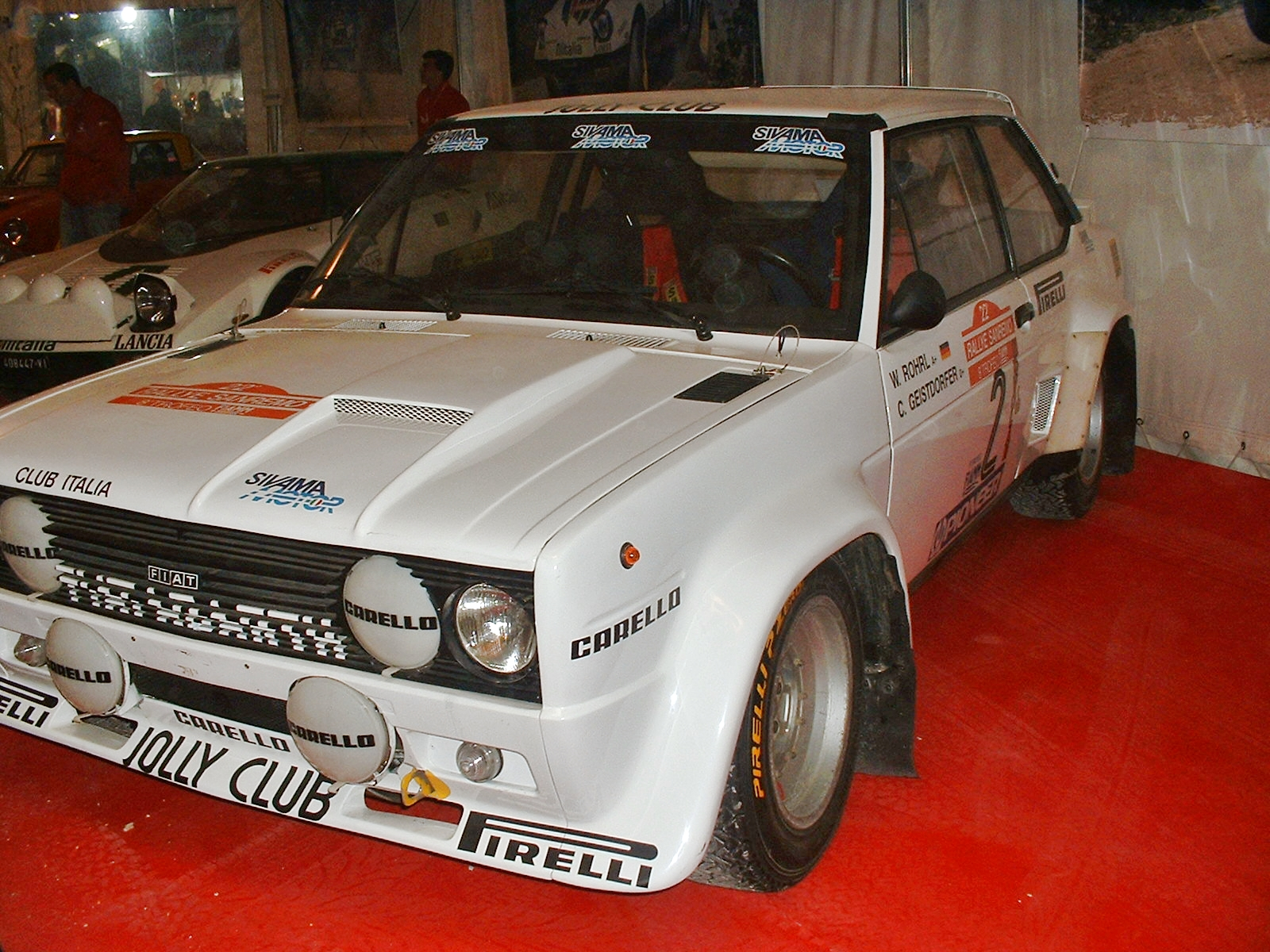
Fiat 131 Abarth con el que Röhrl disputó el Rally de San Remo de 1980.

En 1980 la marca decide ir a por todas y confía en Röhrl y el finés Markku Alén para lográr los títulos de pilotos y constructores por lo que el programa del alemán se amplió y disputó siete pruebas. En la primera cita, Montecarlo logró su cuarta victoria en el mundial y en Portugal realizó una de las actuaciones más memorables del piloto en un trayectoria. En uno de los tramos que se disputaban en la prueba, conocido como “el infierno verde” -un tramo complicado de más de 40 km, embarrado, muy sinuoso, invadido por la niebla y una intensa y fina lluvia- los dos pilotos de Fiat llegaron con muy poca diferencia y el alemán llegó a meterle más de cuatro minutos entre las dos pasadas logrando la victoria y poniendo la directa para el título mundial que conseguiría ese año. El golpe moral para Alén fue tal que el resto de la temporada fue casi un paseo para Röhrl. En el Acrópolis fue quinto, en Argentina logró de nuevo la victoria y a partir de ahí no volvió a bajarse del podio, con un segundo en Nueva Zelanda, una victoria en San Remo y otro segundo puesto en Córcega que le dio el título matemáticamente. Con el campeonato en el bolsillo no acudió a las dos últimas citas y antes del término de la temporada firmó un contrato millonario con Mercedes para el año siguiente.
En 1981 llegó la peor noticia para el alemán: Mercedes se retiraba del campeonato del mundo, por lo que Röhrl se quedó sin equipo. De esta manera no pudo defender su cetro y solo disputó el San Remo con un Porsche 911 SC oficial donde abandonó por avería en la caja de cambios. Con la marca alemana corrió varias pruebas del campeonato alemán y varias pruebas de circuitos. Con un 924 ganó los rallies de Hessen, Serengeti-Safari y Vorderpfalz, venció en las 6 horas de Silverstone y terminó séptimo en los 1000 kilómetros de Nurburgring con un 935. Disputó además los 1000 kilómetros de Monza teniendo de compañero a Riccardo Patrese a bordo de un Beta Montecarlo.

#### Opel

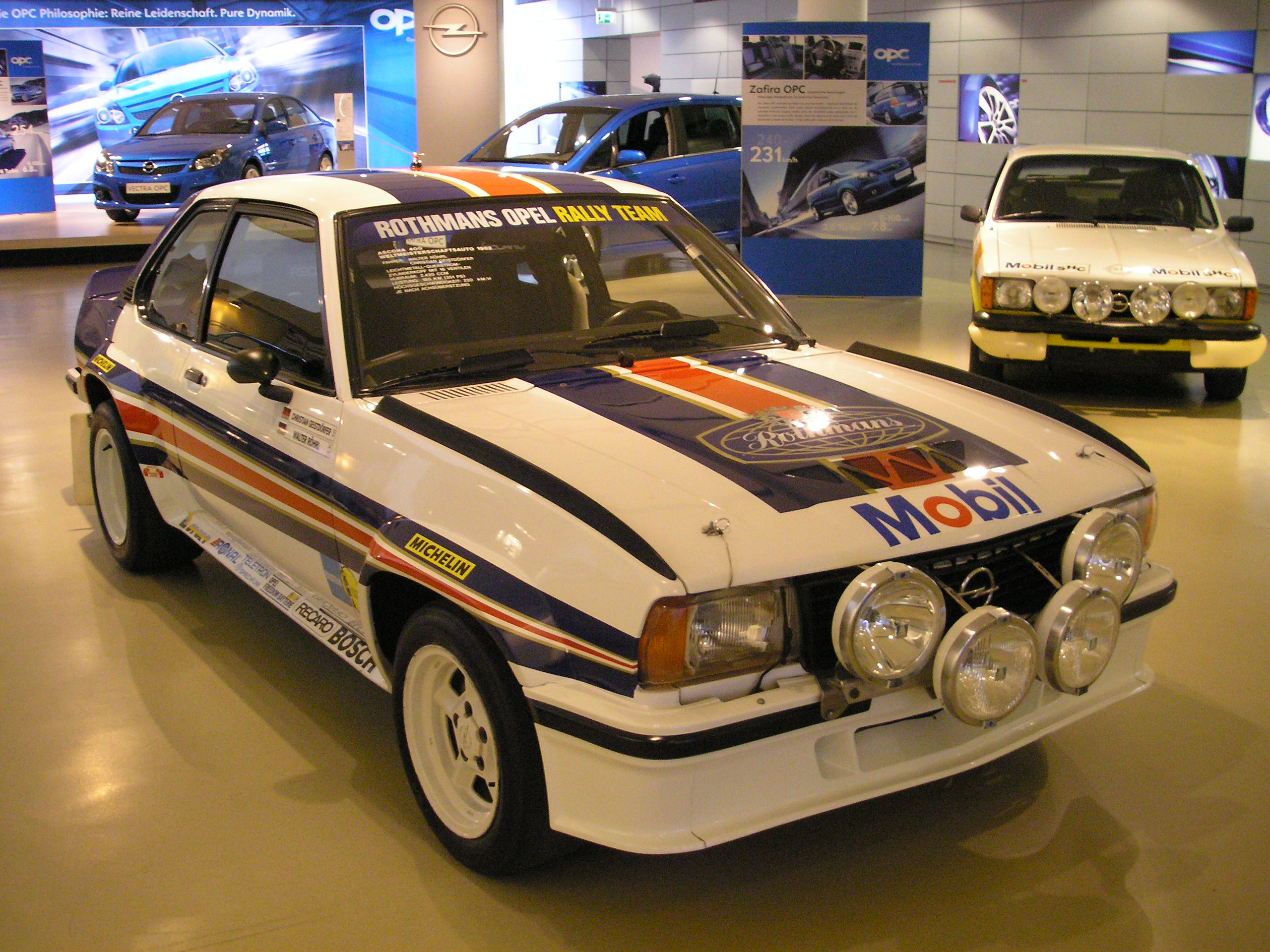
Opel Ascona 400 con el que participó en 1982.

En 1982 regresó al mundial de rally con Opel a pesar de haber recibido ofertas de Audi, pero no se mostraba optimista con la fiabilidad del nuevo coche. Con su nuevo equipo corrió diez pruebas con un Opel Ascona 400. En Montecarlo logró la victoria, en Suecia fue tercero y abandonó en Portugal. A partir de ahí terminó todas las carreras donde tomó la salida y subiéndose al podio en todas, exceptuando en Córcega donde fue cuarto. En el Acrópolis fue segundo por detrás de la piloto francesa Michèle Mouton que competía con un Audi Quattro. El alemán tras la carrera declaró que «un chimpancé le hubiese ganado con el Quattro» que no sentó bien a Mouton y su relación se deterioró a partir de ahí a pesar de que el alemán quiso explicar sus declaraciones. Tras Nueva Zelanda, Brasil y San Remo donde Röhrl volvió a sumar tres podios, viajó a Costa de Marfil donde él y Mouton se jugaron el título. La francesa había perdido a su padre el día anterior por lo que no corrió concentrada y acabó abandonando por accidente. El alemán vio libre el camino hacia la victoria y consiguió de esta manera su segundo título mundial y falta de una carrera, Gran Bretaña, a donde no acudió. Röhrl se proclamaba así en el primer piloto de rally de la historia en lograr dos campeonatos mundiales. Ese año redondeó la temporada logrando además el Campeonato Africano de Rally.

#### Lancia
En 1983 fichó por Lancia que le ofreció correr toda la temporada con un Lancia 037 Rally. El alemán contaba con Alen como compañero y decidió acudir solo a las pruebas que más le gustaban para que el finés luchara por el título mientras que él trató de sumar los máximos puntos posibles para el mundial de marcas. En Montecarlo volvió a ganar, consiguiendo su tercera victoria en la prueba y sacando siete minutos a su compañero Alen que fue segundo. En Portugal sin embargo, fue tercero por detrás de los dos Quattro, y comprobando la superioridad del mismo en tierra con su tracción integral frente a la tracción trasera del 037. Posteriormente fue segundo en Córcega logrando un triplete para la marca, con Alén primero y Adartico Vudafieri tercero, los tres con sendos 037. En el Acrópolis y Nueva Zelanda logró la victoria, aprovechando en parte el abandono de los Audi. Esta situación dejaba a Röhrl líder provisional del campeonato a pesar de no haber disputado dos pruebas. La última prueba a la que acudió fue a San Remo donde un segundo puesto y como tenía claras opciones la título el equipo le ofreció ampliar su contrato pero el alemán se negó y dejó que Hannu Mikkola con dos segundos puesto se proclamara campeón. Las motivaciones del alemán ese año no fue defender su título y prefirió realizar las carreras en las que más cómodo se sentía. Pese a ello, terminó subcampeón en un año en el que no se bajó del podio en todos los rallies que disputó.

#### Audi

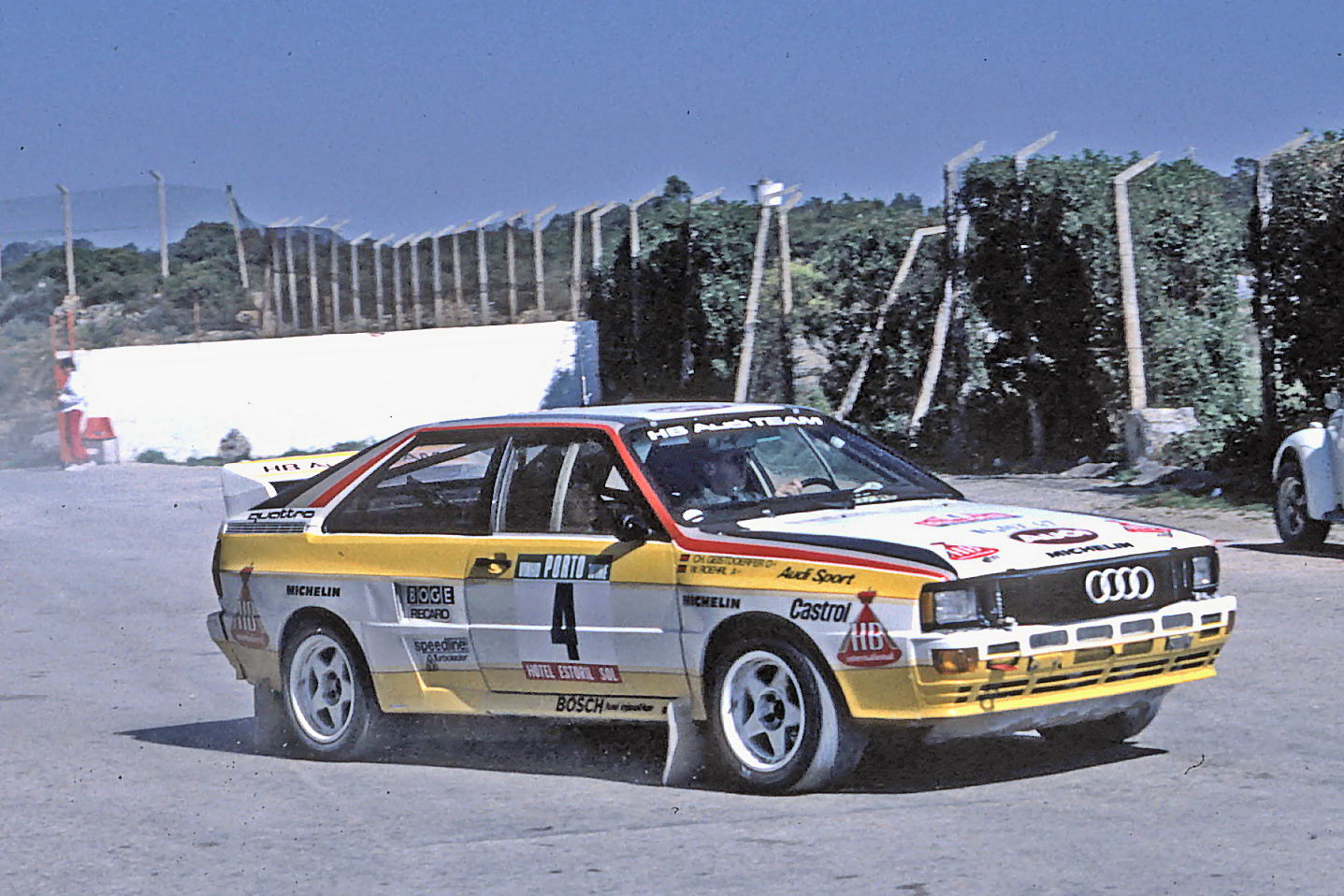
Röhrl en el Rally de Portugal de 1984 donde fue sexto.

En 1984 firmó un contrato con Audi con el que disputó un programa idéntico al año anterior, en esa ocasión con un Audi Quattro. Vuelve a ganar en Montecarlo, empatando el récord de Sandro Munari con más victorias en la prueba, con cuatro. En Portugal fue sexto y posteriormente encandenó cuatro abandonos consecutivos e intercalando pruebas con el Quattro A2 y el Quattro Sport, este último con los clásicos problemas de juventud, con el que no llegó a terminar ninguna carrera. En 1985 decidió ampliar su participación en el mundial y acudió también a Suecia y Gran Bretaña. Con el Sport Quattro logró un segundo en Montecarlo y un tercero en Portugal pero de nuevo los problemas mecánicos del coche le dejaron tirado en Córcega y Acrópolis. En Nueva Zelanda fue tercero y en San Remo debutó con el Quattro S1 logrando la victoria. En Gran Bretaña abandonó por accidente y terminó tercero en el mundial. En 1986 disputa el Montecarlo donde fue cuarto y en Portugal se retira debido al accidente mortal donde fallecieron tres espectadores. Ante este hecho Audi decidió retirarse del campeonato por lo que la actuación de Walter Röhrl ese año terminó ahí. En 1987 debido a la prohibición de los grupo B, el alemán disputó tres pruebas con un Audi 200 quattro: Montecarlo, Safari y Acrópolis. En la primera fue tercero, en África segundo y en Grecia, su última prueba en el mundial, abandonó. Participó además en pruebas locales para acelerar la puesto a punto del Audi 200. Ganó en el Rally Drei-Städte y se retiró en el Rally Hunsrück. Además de los rallies, ese año participó en la subida Pikes Peak con un Audi Sport Quattro S1 preparado para la ocasión con el que ganó y batió el récord marcando un crono de 10 minutos y 48 segundos.

### Otras competiciones

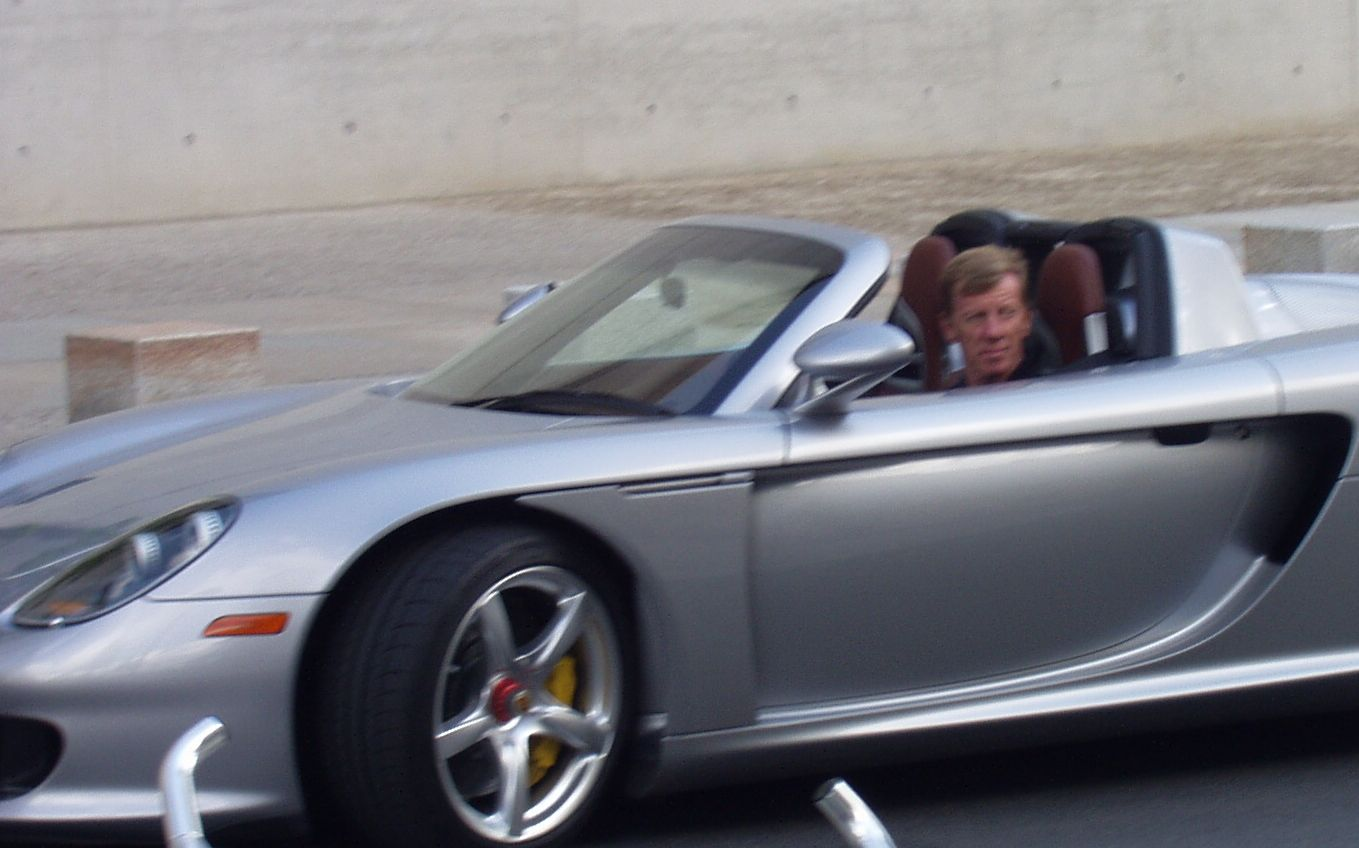
Walter Röhrl en 2003.

A pesar de su retirada del mundial siguió vinculado a Audi. En 1988 participó en el Campeonato Norteamericano de la Trans-am, realizando seis carreras acompañando a Hans-Joachim Stuck y logrando dos victorias. Participó también en 1989 en los 500 kilómetros de Watkins Glen. En 1990 participó en la DTM (Campeonato alemán de turismos) logrando una victoria. En 1992 continuó su participación en pruebas de circuito. Con Porsche disputó carreras de resistencia, corrió las 12 horas de Sebring logrando la séptima plaza, en la SuperCup de Mónaco fue tercero y abandonó tanto en las 24 horas de Nurburgring y como en las 24 Horas de Le Mans. En 1993 participó de nuevo en Le Mans conduciendo un Porsche 911 GT3.
Con Porsche siguió vinculado durante años. Participó asiduamente en el circuito Nordscheifle de Nurburgring con coches de la marca en ensayos de pruebas como director.

## Galardones
En 2011 fue incluido, junto a Hannu Mikkola, en la Rally Hall of Fame (Salón de la fama) otorgado por los organizadores del Rally de Finlandia.

## Palmarés

### Títulos
| Año  | Título                     | Automóvil       |
| ---- | -------------------------- | --------------- |
| 1974 | Campeón de Europa de Rally | Opel Ascona A   |
| 1980 | Campeón Mundial de Rally   | Fiat 131 Abarth |
| 1982 | Campeón Mundial de Rally   | Opel Ascona 400 |
| 1982 | Campeón de África de Rally | Opel Ascona 400 |

### Resultados completos WRC
| Año  | Equipo                   | Automóvil             | 1       | 2       | 3       | 4       | 5       | 6       | 7     | 8       | 9     | 10    | Pos. | Puntos |
| ---- | ------------------------ | --------------------- | ------- | ------- | ------- | ------- | ------- | ------- | ----- | ------- | ----- | ----- | ---- | ------ |
| 1973 | Walter Röhrl             | Opel Commodore GS/E   | MON Ret |         |         |         |         |         |       |         |       |       | -    | -      |
| 1973 | Walter Röhrl             | Opel Ascona           |         | AUS Ret |         |         |         |         |       |         |       |       | -    | -      |
| 1973 | Irmscher Tuning          | Opel Ascona           |         |         | GBR Ret |         |         |         |       |         |       |       | -    | -      |
| 1974 | Opel Euro Händler Team   | Opel Ascona           | POR Ret | GBR 5   |         |         |         |         |       |         |       |       | -    | -      |
| 1975 | Opel Euro Händler Team   | Opel Ascona           | MON Ret | GRE 1   | MAR Ret | POR Ret |         |         |       |         |       |       | -    | -      |
| 1975 | Opel Euro Händler Team   | Opel Kadett GT/E      |         |         |         |         | ITA Ret | GBR Ret |       |         |       |       | -    | -      |
| 1976 | Opel Euro Händler Team   | Opel Kadett GT/E      | MON 4   | POR Ret | KEN Ret | ITA Ret | FRA Ret | GBR Ret |       |         |       |       | -    | -      |
| 1977 | Opel Euro Händler Team   | Opel Kadett GT/E      | MON Ret | GRE Ret |         |         | GBR Ret |         |       |         |       |       | -    | 0      |
| 1977 | Fiat S.p.A.              | Fiat 131 Abarth       |         |         | CAN Ret | ITA Ret |         |         |       |         |       |       | -    | 0      |
| 1978 | Fiat Alitalia            | Fiat 131 Abarth       | MON 4   | POR Ret | GRE 1   | CAN 1   | ITA Ret | GBR 6   |       |         |       |       | 6º   | 13     |
| 1979 | Fiat Alitalia            | Fiat 131 Abarth       | MON Ret | KEN 8   | ITA 2   | GBR 8   |         |         |       |         |       |       | 9º   | 21     |
| 1980 | Fiat Italia              | Fiat 131 Abarth       | MON 1   | POR 1   | GRE 5   | ARG 1   | NZL 2   |         | FRA 2 |         |       |       | 1º   | 118    |
| 1980 | Jolly Club               | Fiat 131 Abarth       |         |         |         |         |         | ITA 1   |       |         |       |       | 1º   | 118    |
| 1981 | Eminence                 | Porsche 911 SC        | ITA Ret |         |         |         |         |         |       |         |       |       | -    | 0      |
| 1982 | Rothmans Opel Rally Team | Opel Ascona 400       | MON 1   | SUE 3   | POR Ret | KEN 2   | FRA 4   | GRE 2   | NZL 3 | BRA 2   | ITA 3 | CDM 1 | 1º   | 109    |
| 1983 | Martini Racing           | Lancia Rally 037      | MON 1   | POR 3   | FRA 2   | GRE 1   | NZL 1   | ITA 2   |       |         |       |       | 2º   | 102    |
| 1984 | Audi Sport               | Audi quattro A2       | MON 1   | POR 6   |         |         | NZL Ret |         |       |         |       |       | 11º  | 26     |
| 1984 | Audi Sport               | Audi Sport quattro    |         |         | FRA Ret | GRE Ret |         | ITA Ret |       |         |       |       | 11º  | 26     |
| 1985 | Audi Sport               | Audi Sport quattro    | MON 2   | SUE Ret | POR 3   | FRA Ret | GRE Ret | NZL 3   |       |         |       |       | 3º   | 59     |
| 1985 | Audi Sport               | Audi Sport quattro E2 |         |         |         |         |         |         | ITA 1 | GBR Ret |       |       | 3º   | 59     |
| 1986 | Audi Sport               | Audi Sport quattro E2 | MON 4   | POR Ret |         |         |         |         |       |         |       |       | 22º  | 10     |
| 1987 | Audi Sport               | Audi 200 quattro      | MON 3   | KEN 2   | GRE Ret |         |         |         |       |         |       |       | 11º  | 27     |

- Referencias[13]

### Victorias en el WRC
| N.º | Año  | Rally                        | Copiloto              | Automóvil             |
| --- | ---- | ---------------------------- | --------------------- | --------------------- |
| 1   | 1975 | 22º Rally Acropolis          | Jochen Berger         | Opel Ascona           |
| 2   | 1978 | 25º Rally Acropolis          | Christian Geistdörfer | Fiat 131 Abarth       |
| 3   | 1978 | 5º Rally Criterium de Quebec | Christian Geistdörfer | Fiat 131 Abarth       |
| 4   | 1978 | 48.º Rally de Monte Carlo    | Christian Geistdörfer | Fiat 131 Abarth       |
| 5   | 1980 | 14º Rally de Portugal        | Christian Geistdörfer | Fiat 131 Abarth       |
| 6   | 1980 | 2º Rally Codasur             | Christian Geistdörfer | Fiat 131 Abarth       |
| 7   | 1980 | 22º Rallye Sanremo           | Christian Geistdörfer | Fiat 131 Abarth       |
| 8   | 1982 | 50.º Rally de Monte Carlo    | Christian Geistdörfer | Opel Ascona 400       |
| 9   | 1982 | 14º Rally Costa de Marfil    | Christian Geistdörfer | Opel Ascona 400       |
| 10  | 1983 | 51.er Rally de Monte Carlo   | Christian Geistdörfer | Lancia Rally 037      |
| 11  | 1983 | 30.º Rally Acropolis         | Christian Geistdörfer | Lancia Rally 037      |
| 12  | 1983 | 13º Rally de Nueva Zelanda   | Christian Geistdörfer | Lancia Rally 037      |
| 13  | 1984 | 52.º Rally de Monte Carlo    | Christian Geistdörfer | Audi Quattro A2       |
| 14  | 1985 | 27º Rallye Sanremo           | Christian Geistdörfer | Audi Quattro Sport S1 |

| Predecesor: Björn Waldegård | Campeón Mundial de Rally 1980   | Sucesor: Ari Vatanen     |
| Predecesor: Ari Vatanen     | Campeón Mundial de Rally 1982   | Sucesor: Hannu Mikkola   |
| Predecesor: Sandro Munari   | Campeón de Europa de Rally 1974 | Sucesor: Maurizio Verini |
| Predecesor: Shekhar Mehta   | Campeón de África de Rally 1982 | Sucesor: Alain Ambrosino |